# میان‌دستی
عمدتاً فعالیت‌های صنایع نفتی را به سه دسته تقسیم‌بندی می‌کنند: صنایع پایین‌دستی (صنعت نفت)، صنایع میان‌دستی و صنایع بالادستی (صنعت نفت). بخش میان‌دستی، شامل حمل و نقل (از طرق آبی، ریلی و لوله)، ذخیره‌سازی، و بازاریابی عمده فروشی نفت خام یا محصولات پالایش یافته نفتی است.
عملیات‌های این بخش گاه دارای ویژگی‌های دیگر دسته‌های فعالیت نفتی می‌باشد.

## جستارهایی وابسته
- پالایشگاه نفت